# Susana Fraile Celaya
Susana Fraile Celaya (* 24. März 1992 in Zumarraga) ist eine ehemalige spanische Handballspielerin, die auf der Spielposition linker Rückraum eingesetzt wurde.

## Vereinskarriere
Susana Fraile begann ihre Karriere in der Saison 1995/1996 der División de Honor, der höchsten spanischen Spielklasse, bei BM Erandio. Den größten Teil ihrer Karriere spielte sie bei Elda Prestigio. Mit diesem Verein gewann sie vier Mal die spanische Meisterschaft, je zwei Mal die Copa de la Reina und die Supercopa de España sowie ein Mal die Copa ABF. International nahm die Mannschaft an europäischen Vereinswettbewerben teil, so an der EHF Champions League und am EHF-Pokal. Das Team erreichte mit Fraile in der Spielzeit 2009/2010 das Finale des EHF-Pokals.

## In Auswahlmannschaften
Fraile lief in den Jahren 1994 und 1995 insgesamt zwölf Mal für die spanische Jugend-Nationalmannschaft auf und erzielte in diesen Spielen 23 Tore.
Für die spanischen Juniorinnen trat sie im Jahr 1997 in zwei Spielen an und warf darin neun Tore.
Ab 1998 gehörte sie dem Kader der spanischen A-Nationalmannschaft an. Bis 2007 lief sie für Spanien in 131 Länderspielen auf und erzielte darin 411 Treffer, womit sie zu den zehn erfolgreichsten Torschützen der spanischen Auswahl gehört. Susana Fraile trat mit der Auswahl auch bei den Mittelmeerspielen 2001 (2. Platz), der Weltmeisterschaft 2001 (10. Platz), der Europameisterschaft 2002 (13. Platz), der Weltmeisterschaft 2003 (5. Platz), den Olympischen Spielen 2004 (6. Platz) und der Europameisterschaft 2006 (9. Platz) an.